# 19318 Somanah
19318 Somanah este un asteroid din centura principală, descoperit pe 2 decembrie 1996, de Francesco Manca și Marco Cavagna.